# كهاني 2 (فلم)
كهاني 2 هو فيلم إثارة هندي قادم من إخراج سوجوي غوش وإنتاج غوش وجايانتيلال غادا. الفيلم من بطولة فيديا بالان وأرجون رامبال.

## روابط خارجية
- كهاني 2 على موقع IMDb (الإنجليزية)
- كهاني 2 على موقع روتن توميتوز (الإنجليزية)
- كهاني 2 على موقع قاعدة بيانات الأفلام العربية
- كهاني 2 على موقع بوكس أوفيس موجو (الإنجليزية)
- كهاني 2 على موقع فيلمافينيتي (الإسبانية)
- كهاني 2 على موقع قاعدة بيانات الفيلم (الإنجليزية)
- كهاني 2 على موقع ليتربوكسد (الإنجليزية)
- كهاني 2 على موقع كينوبويسك (الروسية)